# Rudolf Nováček
Rudolf Nováček (també: Novacek i Novaczek) (Bela Crkva (Sèrbia), 7 d'abril, 1860 – Praga (Txèquia), 12 d'agost, 1929) va ser un compositor, professor de música, director de banda militar i violinista serbi. El seu germà petit Karel (1864-1929) també era director de banda militar.

## Biografia
Nováček va rebre les seves primeres lliçons de música del seu pare Martin Josef Nováček i va anar a l'escola a Timișoara. Va estudiar al Conservatori de Viena amb Josef Hellmesberger Jr. El 1878 va continuar estudiant amb Volkmann a Budapest. Després de llicenciar-se, esdevingué director de banda de la Banda Militar del Regiment d'Infanteria núm. 11 de Pilsen l'any 1879. El 1882 va passar com a director a la Banda Militar del Regiment d'Infanteria d'Hercegovina núm. 74 a Pilsen i va passar a ser successor de Karel Komzák I.
El 1885 va esdevenir director de la banda del Regiment d'Infanteria núm. 28 de Praga. Allà va conèixer el compositor Antonín Dvořák i també va conèixer el compositor rus Piotr Ilitx Txaikovski, que va fer un concert de la seva banda, en el qual es va presentar l'obra de Txaikovski Barcarola en un arranjament per a banda. També va conèixer la seva futura esposa Alma Skohoutilova a Praga. Amb ella fa un viatge a Bulgària. Més tard viatgen a Sant Petersburg i després a través de Bèlgica i els Països Baixos fins a Berlín. Van continuar vivint a Berlín i aquí va conèixer el pianista Ferruccio Busoni; es va fer molt amic de Busoni. A Berlín també es va reunir amb el director d'orquestra Arthur Nikisch.
Tant Busoni com Nikisch havien conegut el germà de Nováček, Ottokar, als Estats Units com a violinista i violista, però també com a compositor. Després que Nikisch i la seva orquestra interpretessin l'Himne per a orquestra de corda d'Ottokar Nováček el 10 de novembre de 1904, Nikisch va dirigir la Sinfonietta per a 8 instruments de vent de Rudolf Nováček l'1 de desembre de 1904.
En aquell moment, quan a Nováček se li va oferir la feina com a segon director de l'Òpera de Berlín, va rebre un telegrama del seu pare, que estava greument malalt, demanant-li si podia fer-se càrrec dels seus alumnes a l'escola de música de Timișoara i mantenir encara més la família. Potser Nováček podria haver fet una gran carrera, però va desaparèixer en l'anonimat. A Timișoara va treballar com a compositor i professor de música. Més tard va marxar a Bucarest per una temporada. Després de la Primera Guerra Mundial, va marxar amb la seva família el 1921 cap a la recentment establerta Txecoslovàquia. Com que no sabia parlar la llengua txeca, es va sentir decebut allà i no va poder sol·licitar el càrrec d'inspector de les bandes militars txecoslovaques. D'aquesta manera podia viure exclusivament dels seus ingressos com a arranjador i de les seves orquestracions. Més tard va tornar a Timișoara amb la seva família. El 1929 va anar a Praga per a una intervenció mèdica. Allà va morir el 12 d'agost de 1929.
Com a compositor va escriure moltes obres per a banda de concert i música de cambra.

## Composicions
Obres per a orquestra
- Concert en la menor, per a violí i orquestra
- Dozvuky z výstavy, vals per a orquestra, op. 57

Obres per a orquestra de concerts
| - 1879 Benedek Jubiläums Marsch - 1884 Castaldo Marsch, op. 40 (dedicada al comandant del Regiment d'Infanteria núm. 28 Ludwig Castaldo (1839–1910) - 1888 Symfonie, per a orquestra de vent - 1891 Náš druhý milion - 28er Defilier-Marsch - 29er Defilier-Marsch - 74er Defilier-Marsch - Ahoj! - České album taneční, vals - Cyklista - Defilier-March, op. 25 - Der Kilometerfresser - General Laudon Marsch - Holzbach Marsch - Hygea, polka - Jubiläumsmarsch | - Kardieff-Marsch - Kde domov můj - Korridor Marsch - Kouzlo květů, polca francesa - Mezi bratry, polca mazurka - My plzeňští hoši - Na prej - Na zdar naší výstavě /Saluta la nostra exposició - Ples juristů, polka - Pochod ministra Národní obrany - Pochod našich hochů - Pohádková kouzla, vals - Pozdrav ze Sofie - Radfahrer-Marsch - text: Richard Milrad - Schlummere sanft, marxa de dol - Velebínka, polca |

Música de cambra
- 1888 Sinfonietta, per a vuit blazers
- 1889 Concert, per a violoncel i piano
- 1889 Romanç, per a violoncel i piano
- Sonata, per a violí

Obres per a piano
- 1910 Un preludi seriós i una fuga divertida
- Fulls d'àlbum
- Malá suit
- Osm pamětních lístků, per al piano, op. 1
- Marxa Ciclista